# Marianne Faithfull/Diskografie
Diese Diskografie ist eine Übersicht über die musikalischen Werke der britischen Rockmusikerin, Songwriterin und Schauspielerin Marianne Faithfull. Faithfull schaffte es seit 1965 über mehr als fünf Jahrzehnte, weltweit Alben in den Charts zu platzieren. Ihre erfolgreichste Veröffentlichung ist das Album Broken English mit über 620.000 verkauften Einheiten.

## Alben

### Studioalben
| Jahr | Titel                                        | Höchstplatzierung, Gesamtwochen, AuszeichnungChartplatzierungen (Jahr, Titel, Platzierungen, Wochen, Auszeichnungen, Anmerkungen) | Höchstplatzierung, Gesamtwochen, AuszeichnungChartplatzierungen (Jahr, Titel, Platzierungen, Wochen, Auszeichnungen, Anmerkungen) | Höchstplatzierung, Gesamtwochen, AuszeichnungChartplatzierungen (Jahr, Titel, Platzierungen, Wochen, Auszeichnungen, Anmerkungen) | Höchstplatzierung, Gesamtwochen, AuszeichnungChartplatzierungen (Jahr, Titel, Platzierungen, Wochen, Auszeichnungen, Anmerkungen) | Höchstplatzierung, Gesamtwochen, AuszeichnungChartplatzierungen (Jahr, Titel, Platzierungen, Wochen, Auszeichnungen, Anmerkungen) | Anmerkungen |
| Jahr | Titel                                        | DE | AT | CH | UK | US | Anmerkungen |
| ---- | -------------------------------------------- | --- | --- | --- | --- | --- | --- |
| 1965 | Come My Way                                  | — | — | — | UK12 (7 Wo.)UK | — | Erstveröffentlichung: 15. April 1965 nur im Vereinigten Königreich veröffentlicht |
| 1965 | Marianne Faithfull                           | — | — | — | UK15 (2 Wo.)UK | US12 (31 Wo.)US | Erstveröffentlichung: 15. April 1965 |
| 1965 | Go Away from My World                        | — | — | — | — | US81 (16 Wo.)US | Erstveröffentlichung: Dezember 1965 nur in den Vereinigten Staaten veröffentlicht |
| 1966 | Faithfull Forever                            | — | — | — | — | — | Erstveröffentlichung: November 1966 nur in USA und Japan erschienen (Lucky Girl + I’m The Sky nur auf diesem Album erschienen sonst auf keiner anderen LP oder CD bisher veröffentlicht worden) |
| 1966 | North Country Maid                           | — | — | — | — | — | Erstveröffentlichung: 1966 |
| 1967 | Love in a Mist                               | — | — | — | — | — | Erstveröffentlichung: 1967 |
| 1977 | Dreamin’ My Dreams                           | — | — | — | — | — | Erstveröffentlichung: Januar 1977 |
| 1979 | Broken English                               | DE4 Gold · (32 Wo.)DE | AT3 (18 Wo.)AT | — | UK57 (3 Wo.)UK | US82 (15 Wo.)US | Erstveröffentlichung: Oktober 1979 |
| 1981 | Dangerous Acquaintances                      | — | — | — | UK45 (4 Wo.)UK | US104 (9 Wo.)US | Erstveröffentlichung: September 1981 |
| 1983 | A Child’s Adventure                          | DE60 (2 Wo.)DE | — | — | UK99 (1 Wo.)UK | US107 (7 Wo.)US | Erstveröffentlichung: März 1983 |
| 1985 | Rich Kid Blues                               | — | — | — | — | — | Erstveröffentlichung: 1985 Doppelalbum |
| 1987 | Strange Weather                              | — | — | — | UK78 (2 Wo.)UK | — | Erstveröffentlichung: Juli 1987 |
| 1995 | A Secret Life                                | — | — | — | — | — | Erstveröffentlichung: 21. März 1995 |
| 1998 | Weill: The Seven Deadly Sins and Other Songs | — | — | — | — | — | Erstveröffentlichung: 15. September 1998 |
| 1999 | Vagabond Ways                                | — | — | — | UK86 (1 Wo.)UK | — | Erstveröffentlichung: 14. April 1999 |
| 2002 | Kissin Time                                  | DE49 (3 Wo.)DE | AT42 (4 Wo.)AT | CH47 (4 Wo.)CH | — | — | Erstveröffentlichung: 19. Februar 2002 |
| 2004 | Before the Poison                            | — | — | CH61 (4 Wo.)CH | — | — | Erstveröffentlichung: 27. September 2004 |
| 2008 | Easy Come, Easy Go                           | DE51 (2 Wo.)DE | — | CH28 (3 Wo.)CH | UK100 (1 Wo.)UK | US182 (1 Wo.)US | Erstveröffentlichung: 10. November 2008 |
| 2011 | Horses and High Heels                        | DE35 (2 Wo.)DE | AT68 (1 Wo.)AT | CH26 (4 Wo.)CH | — | — | Erstveröffentlichung: 28. Januar 2011 |
| 2014 | Give My Love to London                       | DE60 (1 Wo.)DE | — | CH25 (5 Wo.)CH | UK64 (1 Wo.)UK | — | Erstveröffentlichung: 26. September 2014 |
| 2018 | Negative Capability                          | DE27 (4 Wo.)DE | AT20 (5 Wo.)AT | CH14 (8 Wo.)CH | UK44 (1 Wo.)UK | — | Erstveröffentlichung: 2. November 2018 |
| 2021 | She Walks in Beauty                          | DE28 (1 Wo.)DE | AT21 (1 Wo.)AT | CH28 (3 Wo.)CH | UK88 (1 Wo.)UK | — | Erstveröffentlichung: 30. April 2021 mit Warren Ellis |

grau schraffiert: keine Chartdaten aus diesem Jahr verfügbar

### Livealben
| Jahr | Titel        | Höchstplatzierung, Gesamtwochen, AuszeichnungChartplatzierungen (Jahr, Titel, Platzierungen, Wochen, Auszeichnungen, Anmerkungen) | Höchstplatzierung, Gesamtwochen, AuszeichnungChartplatzierungen (Jahr, Titel, Platzierungen, Wochen, Auszeichnungen, Anmerkungen) | Höchstplatzierung, Gesamtwochen, AuszeichnungChartplatzierungen (Jahr, Titel, Platzierungen, Wochen, Auszeichnungen, Anmerkungen) | Höchstplatzierung, Gesamtwochen, AuszeichnungChartplatzierungen (Jahr, Titel, Platzierungen, Wochen, Auszeichnungen, Anmerkungen) | Höchstplatzierung, Gesamtwochen, AuszeichnungChartplatzierungen (Jahr, Titel, Platzierungen, Wochen, Auszeichnungen, Anmerkungen) | Anmerkungen                                                |
| Jahr | Titel        | DE | AT | CH | UK | US | Anmerkungen                                                |
| ---- | ------------ | --- | --- | --- | --- | --- | ---------------------------------------------------------- |
| 1990 | Blazing Away | — | AT28 (1 Wo.)AT | — | — | US160 (9 Wo.)US | Erstveröffentlichung: 16. April 1990 aufgenommen 1988–1989 |

Weitere Livealben
- 1997: 20th Century Blues
- 2004: Weill: The Seven Deadly Sins
- 2005: Live in Hollywood
- 2008: Live At the BBC

### Kompilationen
| Jahr | Titel                                       | Höchstplatzierung, Gesamtwochen, AuszeichnungChartplatzierungen (Jahr, Titel, Platzierungen, Wochen, Auszeichnungen, Anmerkungen) | Höchstplatzierung, Gesamtwochen, AuszeichnungChartplatzierungen (Jahr, Titel, Platzierungen, Wochen, Auszeichnungen, Anmerkungen) | Höchstplatzierung, Gesamtwochen, AuszeichnungChartplatzierungen (Jahr, Titel, Platzierungen, Wochen, Auszeichnungen, Anmerkungen) | Höchstplatzierung, Gesamtwochen, AuszeichnungChartplatzierungen (Jahr, Titel, Platzierungen, Wochen, Auszeichnungen, Anmerkungen) | Höchstplatzierung, Gesamtwochen, AuszeichnungChartplatzierungen (Jahr, Titel, Platzierungen, Wochen, Auszeichnungen, Anmerkungen) | Anmerkungen                              |
| Jahr | Titel                                       | DE | AT | CH | UK | US | Anmerkungen                              |
| ---- | ------------------------------------------- | --- | --- | --- | --- | --- | ---------------------------------------- |
| 2021 | The Montreux Years                          | — | — | CH37 (1 Wo.)CH | — | — | Erstveröffentlichung: 27. August 2021    |
| 2022 | Songs of Innocence and Experience 1965–1995 | — | — | CH98 (1 Wo.)CH | — | — | Erstveröffentlichung: 16. September 2022 |

Weitere Kompilationen
- 1967: Faithfull Forever
- 1969: Marianne Faithfull’s Greatest Hits / The World of Marianne Faithfull
- 1980: As Tears Go By
- 1981: The Best of …
- 1987: The Very Best of Marianne Faithfull
- 1987: Marianne Faithfull's Greatest Hits
- 1993: The Little Bird
- 1994: Faithfull: A Collection of Her Best Recordings
- 1998: A Perfect Stranger: The Island Anthology
- 1999: The Best of Marianne Faithfull
- 2000: It’s All Over Now, Baby Blue
- 2000: True – The Collection
- 2001: A Stranger on Earth: An Introduction to Marianne Faithfull
- 2003: The Best of Marianne Faithfull: The Millennium Collection
- 2005: Marianne Faithfull: The Collection
- 2008: Star Club

### Soundtracks
- 1985: Trouble in Mind (Original Motion Picture Soundtrack) mit Mark Isham

## Singles

### Als Leadmusikerin
| Jahr | Titel Album                                      | Höchstplatzierung, Gesamtwochen, AuszeichnungChartplatzierungen (Jahr, Titel, Album, Platzierungen, Wochen, Auszeichnungen, Anmerkungen) | Höchstplatzierung, Gesamtwochen, AuszeichnungChartplatzierungen (Jahr, Titel, Album, Platzierungen, Wochen, Auszeichnungen, Anmerkungen) | Höchstplatzierung, Gesamtwochen, AuszeichnungChartplatzierungen (Jahr, Titel, Album, Platzierungen, Wochen, Auszeichnungen, Anmerkungen) | Höchstplatzierung, Gesamtwochen, AuszeichnungChartplatzierungen (Jahr, Titel, Album, Platzierungen, Wochen, Auszeichnungen, Anmerkungen) | Höchstplatzierung, Gesamtwochen, AuszeichnungChartplatzierungen (Jahr, Titel, Album, Platzierungen, Wochen, Auszeichnungen, Anmerkungen) | Anmerkungen                                                           |
| Jahr | Titel Album                                      | DE | AT | CH | UK | US | Anmerkungen                                                           |
| ---- | ------------------------------------------------ | --- | --- | --- | --- | --- | --------------------------------------------------------------------- |
| 1964 | As Tears Go By Marianne Faithfull                | — | — | — | UK9 (13 Wo.)UK | US22 (9 Wo.)US | Erstveröffentlichung: 26. Juni 1964, mit I Don’t Know How to Tell You |
| 1965 | Come and Stay with Me Marianne Faithfull         | — | — | — | UK4 (13 Wo.)UK | US26 (9 Wo.)US | Erstveröffentlichung: 5. Februar 1965                                 |
| 1965 | This Little Bird The World Of Marianne Faithfull | — | — | — | UK6 (11 Wo.)UK | US32 (8 Wo.)US | Erstveröffentlichung: 30. April 1965                                  |
| 1965 | Summer Nights Go Away from My World              | — | — | — | UK10 (10 Wo.)UK | US24 (9 Wo.)US | Erstveröffentlichung: 16. Juli 1965                                   |
| 1965 | Yesterday Go Away from My World                  | — | — | — | UK36 (4 Wo.)UK | — | Erstveröffentlichung: 22. Oktober 1965                                |
| 1965 | Go Away from My World                            | — | — | — | — | US89 (3 Wo.)US | Erstveröffentlichung: Dezember 1965                                   |
| 1967 | Is This What I Get for Loving You? Loveinamist   | — | — | — | UK43 (2 Wo.)UK | — | Erstveröffentlichung: 10. Februar 1967                                |
| 1979 | The Ballad of Lucy Jordan Broken English         | DE5 (29 Wo.)DE | AT2 (18 Wo.)AT | CH5 (8 Wo.)CH | UK48 (6 Wo.)UK | — | Erstveröffentlichung: 26. Oktober 1979                                |
| 1980 | Broken English                                   | DE36 (10 Wo.)DE | — | — | — | — | Erstveröffentlichung: 25. Januar 1980                                 |

grau schraffiert: keine Chartdaten aus diesem Jahr verfügbar
Weitere Singles
| - 1964: Blowin’ in the Wind - 1966: Tomorrow’s Calling - 1966: Counting - 1969: Something Better - 1975: Dreamin’ My Dreams - 1976: All I Wanna Do in Life - 1978: The Way You Want Me to Be - 1980: Working Class Hero - 1981: Truth, Bitter Truth - 1981: Sweetheart - 1981: Intrigue - 1982: Sweetheart - 1982: Sister Morphine | - 1983: Running for Our Lives - 1987: As Tears Go By [1987] - 1990: Blazing Away - 1994: Madame George - 1997: Hang It on Your Heart - 1999: Vagabond Ways - 2002: Sex with Strangers - 2008: Easy Come, Easy Go - 2009: Salvation - 2009: Dear God Please Help Me - 2011: Why Did We Have to Go Part? - 2014: Sparrows Will Sing - 2018: The Gypsy Faerie Queen (mit Nick Cave) |

### Als Gastmusikerin
| Jahr | Titel Album               | Höchstplatzierung, Gesamtwochen, AuszeichnungChartplatzierungen (Jahr, Titel, Album, Platzierungen, Wochen, Auszeichnungen, Anmerkungen) | Höchstplatzierung, Gesamtwochen, AuszeichnungChartplatzierungen (Jahr, Titel, Album, Platzierungen, Wochen, Auszeichnungen, Anmerkungen) | Höchstplatzierung, Gesamtwochen, AuszeichnungChartplatzierungen (Jahr, Titel, Album, Platzierungen, Wochen, Auszeichnungen, Anmerkungen) | Höchstplatzierung, Gesamtwochen, AuszeichnungChartplatzierungen (Jahr, Titel, Album, Platzierungen, Wochen, Auszeichnungen, Anmerkungen) | Höchstplatzierung, Gesamtwochen, AuszeichnungChartplatzierungen (Jahr, Titel, Album, Platzierungen, Wochen, Auszeichnungen, Anmerkungen) | Anmerkungen                                                                                    |
| Jahr | Titel Album               | DE | AT | CH | UK | US | Anmerkungen                                                                                    |
| ---- | ------------------------- | --- | --- | --- | --- | --- | ---------------------------------------------------------------------------------------------- |
| 1997 | The Memory Remains ReLoad | DE20 (9 Wo.)DE | AT20 (7 Wo.)AT | CH30 (5 Wo.)CH | UK13 (4 Wo.)UK | US28 Gold · (19 Wo.)US | Erstveröffentlichung: 3. November 1997 Verkäufe: + 570.000, Metallica feat. Marianne Faithfull |

## Videoalben
- 2005: Live in Hollywood

## Sonderveröffentlichungen

### B-Seiten
| Jahr | Titel                        | A-Seite                            |
| ---- | ---------------------------- | ---------------------------------- |
| 1964 | Greensleeves                 | As Tears Go By                     |
| 1964 | The House of the Rising Sun  | Blowin’ in the Wind                |
| 1965 | What Have I Done Wrong       | Come and Stay with Me              |
| 1965 | Morning Sun                  | This Little Bird                   |
| 1965 | The Sha La La Song           | Summer Nights                      |
| 1965 | Oh Look Around You           | Yesterday                          |
| 1965 | Oh Look Around You           | Go Away from My World              |
| 1965 | That’s Right Baby            | Tomorrow’s Calling                 |
| 1966 | I’d Like to Dial Your Number | Counting                           |
| 1967 | Tomorrow’s Calling           | Is This What I Get for Loving You? |
| 1969 | Sister Morphine              | Something Better                   |
| 1975 | Lady Madelaine               | Dreamin’ My Dreams                 |
| 1976 | Wrong Road Again             | All I Wanna Do in Life             |
| 1978 | Wrong Road Again             | The Way You Want Me to Be          |
| 1979 | Brain Drain                  | The Ballad of Lucy Jordan          |
| 1980 | What’s the Hurry             | Broken English                     |
| 1981 | For Beautie’s Sake           | Intrigue                           |
| 1982 | Over Here                    | Sweetheart                         |
| 1982 | Broken English               | Sister Morphine                    |
| 1983 | She’s Got a Problem          | Running for Our Lives              |

### Gastbeiträge
| Jahr | Titel                                               | Album                                                       |
| ---- | --------------------------------------------------- | ----------------------------------------------------------- |
| 1981 | Misplaced Love                                      | Rupert Hine – Immunity                                      |
| 1985 | Ballad of the Soldier’s Wife (feat. Chris Spedding) | Lost in the Stars: The Music of Kurt Weill                  |
| 1990 | The Trial (mit Ute Lemper)                          | Roger Waters – The Wall – Live in Berlin                    |
| 1991 | I Saw Three Ships                                   | The Chieftains – The Bells of Dublin                        |
| 1995 | Love is Teasin                                      | The Chieftains – The Long Black Veil                        |
| 1995 | Who Will Take My Dreams Away                        | Die Stadt der verlorenen Kinder                             |
| 1996 | Over & Insylum                                      | Oxbow – Serenade in Red                                     |
| 1996 | Something Better                                    | The Rolling Stones – Rock and Roll Circus                   |
| 1997 | The Memory Remains                                  | Metallica – ReLoad                                          |
| 1999 | Sonnet 14 (De William Shakespeare)                  | Emmaüs Mouvement: 1949–1999 Emmaüs a 50 ans                 |
| 2000 | Love Got Lost                                       | Joe Jackson – Night and Day II                              |
| 2004 | The Pleasure Song                                   | The L Word Season 1 Soundtrack                              |
| 2005 | Lola R. for Ever (feat. Sly & Robbie)               | Monsieur Gainsbourg Revisited                               |
| 2007 | Magpie                                              | Patrick Wolf – The Magic Position                           |
| 2011 | Manon                                               | Lulu Gainsbourg – From Gainsbourg to Lulu                   |
| 2013 | Flandyke Shore (feat. Kate and Anna McGarrigle)     | Son of Rogues Gallery: Pirate Ballads, Sea Songs & Chanteys |

## Statistik

### Chartauswertung
|                     | DE    | AT    | CH    | UK     | US    |
| ------------------- | ----- | ----- | ----- | ------ | ----- |
| Nummer-eins-Alben   | DE—DE | AT—AT | CH—CH | UK—UK  | US—US |
| Top-10-Alben        | DE1DE | AT1AT | CH—CH | UK—UK  | US—US |
| Alben in den Charts | DE8DE | AT6AT | CH9CH | UK11UK | US7US |

|                       | DE    | AT    | CH    | UK    | US    |
| --------------------- | ----- | ----- | ----- | ----- | ----- |
| Nummer-eins-Singles   | DE—DE | AT—AT | CH—CH | UK—UK | US—US |
| Top-10-Singles        | DE1DE | AT1AT | CH1CH | UK4UK | US—US |
| Singles in den Charts | DE3DE | AT2AT | CH2CH | UK8UK | US6US |

## Auszeichnungen für Musikverkäufe
| 2× Silberne Schallplatte - Europa (Impala) - 2011: für das Album Horses and High Heels Goldene Schallplatte - Australien - 1997: für das Album Dangerous Acquaintances - 1997: für das Album A Child’s Adventure - Europa (Impala) - 2014: für das Album Before the Poison - 2014: für das Album Easy Come, Easy Go - Kanada - 1983: für das Album Dangerous Acquaintances - Frankreich (IFPI) - 1982: für das Album Dangerous Acquaintances - 1982: für das Album Broken English - Neuseeland - 1983: für das Album A Child’s Adventure - 1991: für das Album Blazing Away | Platin-Schallplatte - Australien - 1997: für das Album Broken English - 2024: für die Single The Memory Remains - Frankreich (UPFI) - 2011: für das Album Easy Come, Easy Go - Kanada - 1981: für das Album Broken English - Neuseeland - 1982: für das Album Dangerous Acquaintances - 2009: für das Album The Best of Marianne Faithfull 5× Platin-Schallplatte - Neuseeland - 1987: für das Album Broken English |

Anmerkung: Auszeichnungen in Ländern aus den Charttabellen bzw. Chartboxen sind in ebendiesen zu finden.
| Land/RegionAuszeichnungen für Musikverkäufe (Land/Region, Auszeichnungen, Verkäufe, Quellen) | Silber     | Gold       | Platin       | Verkäufe  | Quellen                   |
| -------------------------------------------------------------------------------------------- | ---------- | ---------- | ------------ | --------- | ------------------------- |
| Australien (ARIA)                                                                            | —          | 2× Gold2   | 2× Platin2   | 210.000   | aria.com.au               |
| Deutschland (BVMI)                                                                           | —          | Gold1      | —            | 250.000   | musikindustrie.de         |
| Europa (Impala)                                                                              | 2× Silber2 | 2× Gold2   | —            | (190.000) | Einzelnachweise           |
| Frankreich (SNEP)                                                                            | —          | 2× Gold2   | —            | 200.000   | infodisc.fr               |
| Frankreich (UPFI)                                                                            | —          | —          | Platin1      | 100.000   | upfi.fr                   |
| Kanada (MC)                                                                                  | —          | Gold1      | Platin1      | 150.000   | musiccanada.com           |
| Neuseeland (RMNZ)                                                                            | —          | 2× Gold2   | 7× Platin7   | 155.000   | aotearoamusiccharts.co.nz |
| Vereinigte Staaten (RIAA)                                                                    | —          | Gold1      | —            | 500.000   | riaa.com                  |
| Insgesamt                                                                                    | 2× Silber2 | 11× Gold11 | 11× Platin11 |           |                           |